# Diede de Groot
Diede de Groot (* 19. Dezember 1996 in Woerden) ist eine niederländische Rollstuhltennisspielerin.

## Karriere
Diede de Groot bestritt im Alter von 13 Jahren ihr erstes internationales Turnier. Ihre besten Platzierungen in der Weltrangliste erreichte sie jeweils mit Rang eins, im Einzel am 26. März 2018 und im Doppel am 11. Juni 2018. Zuvor hatte sie bei den Australian Open, ihrer ersten Grand-Slam-Teilnahme, das Finale der Doppelkonkurrenz erreicht. Im Juli 2017 gewann sie in Wimbledon ihren ersten Grand-Slam-Titel. Bei den US Open sicherte sie sich im selben Jahr ihren ersten Doppeltitel bei Grand Slams. 2018 gelang ihr der Gewinn der Einzelkonkurrenzen der Australian Open, Wimbledon und US Open.
Bereits 2016 hatte sie ihren ersten großen Titel beim Wheelchair Tennis Masters gewonnen, als sie mit Lucy Shuker die Doppelkonkurrenz für sich entschied. Bei den Sommer-Paralympics 2016 gewann sie mit Marjolein Buis die Silbermedaille im Doppel. Im Einzel schied sie im Halbfinale gegen Jiske Griffioen aus und unterlag im anschließenden Spiel um Bronze Yui Kamiji. Bei den Sommer-Paralympics 2020 gewann sie Gold im Einzel gegen Yui Kamiji und zusammen mit Aniek van Koot außerdem Gold im Doppel. Bei den Sommer-Paralympics 2024 unterlag sie Yui Kamiji sowohl im Einzelfinale als auch wiederum an der Seite von Aniek van Koot im Doppelfinale. Kamiji gewann mit ihrer Doppelpartnerin Manami Tanaka im Match-Tie-Break.
De Groot ist die einzige Tennisspielerin in der Geschichte des Sports, die einen Grand Slam verteidigen konnte. Nach einem Golden Slam im Jahr 2021 gewann sie 2022 ebenfalls alle Grand-Slam-Turniere – eine weder bei Damen noch Herren zuvor erreichte Leistung. Durch ihren Sieg bei den US Open 2023 erzielte sie ihren dritten Grand Slam in Folge, konnte also in den Jahren von 2021 bis 2023 sämtliche Grand-Slam-Turniere gewinnen. Auch 2024 blieb sie bei Grand-Slam-Turnieren ungeschlagen.
Mit ihrem Sieg in der ersten Runde der French Open 2023 am 6. Juni gelang ihr eine Serie von 100 Siegen in Folge. Diese Serie endete am 11. Mai 2024, als sie nach 145 Siegen gegen Li Xiaohui verlor.
Nach einer Serie von 17 aufeinanderfolgenden Grand-Slam-Einzeltiteln musste de Groot die Australian Open 2025 wegen einer Hüftverletzung absagen.

### Auszeichnungen
Diede de Groot wurde fünfmal in Folge zur ITF-Weltmeisterin gekürt. Außerdem erhielt sie 2024 den Laureus World Sports Award.

## Leistungsbilanz bei den Grand-Slam-Turnieren

### Einzel
| Turnier         | 2017 | 2018 | 2019 | 2020 | 2021 | 2022 | 2023 | 2024 | 2025 | Karriere |
| --------------- | ---- | ---- | ---- | ---- | ---- | ---- | ---- | ---- | ---- | -------- |
| Australian Open | VF   | S    | S    | VF   | S    | S    | S    | S    | –    | S        |
| French Open     | VF   | F    | S    | HF   | S    | S    | S    | S    | 1    | S        |
| Wimbledon       | S    | S    | F    |      | S    | S    | S    | S    | VF   | S        |
| US Open         | F    | S    | S    | S    | S    | S    | S    |      |      | S        |

### Doppel
| Turnier         | 2017 | 2018 | 2019 | 2020 | 2021 | 2022 | 2023 | 2024 | 2025 | Karriere |
| --------------- | ---- | ---- | ---- | ---- | ---- | ---- | ---- | ---- | ---- | -------- |
| Australian Open | F    | F    | S    | F    | S    | S    | S    | S    | –    | S        |
| French Open     | HF   | S    | S    | S    | S    | S    | F    | S    | VF   | S        |
| Wimbledon       | F    | S    | S    |      | HF   | F    | S    | F    | HF   | S        |
| US Open         | S    | S    | S    | F    | S    | S    | F    |      |      | S        |

Zeichenerklärung: S = Turniersieg; F, HF, VF, AF = Einzug ins Finale / Halbfinale / Viertelfinale / Achtelfinale; 1, 2, 3 = Ausscheiden in der 1. / 2. / 3. Hauptrunde; nicht ausgetragen